# Discipline (Band)
Discipline ist eine niederländische Band, die in ihrer Musik Elemente aus Hardcore und Oi! mischt. 

## Geschichte
Die Band aus Eindhoven existiert seit zirka 1991. Sie bestand vorher in einer anderen Zusammensetzung und hat unter einem anderen Namen Musik gemacht, allerdings haben sie erst 1995 ihr erstes Demotape mit fünf Tracks aufgenommen.
2005 waren sie als Supportband der Böhsen Onkelz zu Gast auf dem Eurospeedway Lausitz, als diese ihr Abschiedskonzert „Vaya con Tioz“ gaben.
Nachdem im Juli 2010 der Sänger Joost de Graaf wegen Verdacht des Mordes an seiner Frau verhaftet wurde, hat die Band alle Konzerte in diesem Jahr abgesagt.
Zwischenzeitlich ist der zum Zeitpunkt des Mordes drogenkranke de Graaf zu 13 Jahren Haft verurteilt worden. Demnach hat er im Streit seine Lebensgefährtin mit einem Hammer erschlagen und anschließend einen Suizidversuch unternommen, bei dem es zu einer größeren Gasexplosion kam, die er überlebte. 
Seit 2012 gehen sie mit ihrem neuen Sänger Merijn Verhees wieder auf Tour.

## Stil
Die Hardcore-Version der Band ist deutlich vom Oi Punk beeinflusst, sie selbst bezeichnen ihre Musik daher als „Street Rock'n'Roll“.

## Diskografie
- 1996: Stompin' Crew (EP, Lost and Found Records)
- 1996: Guilty as Charged
- 1998: Bulldog Style
- 1999: Skinhead & Proud (EP-Collection)
- 1999: Nice boys finish last
- 2000: Love thy Neighbor
- 2000: Hooligans Heaven EP
- 2002: Saints & Sinners
- 2002: Everywhere we Go (Best-Of)
- 2002: Working Class Heroes (Live-Split mit Agnostic Front)
- 2003: Rejects of Society (Best-Of)
- 2004: 100 % Thug Rock (Split mit Argy Bargy)
- 2005: Downfall of the Working Man
- 2008: Old Pride, New Glory
- 2009: Anthology (Best-Of)
- 2016: Stake your claim